# Mecheleni érsekek listája

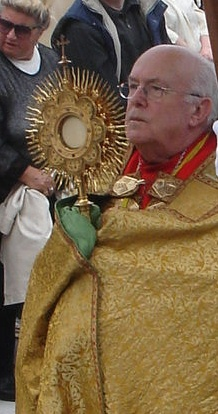
Godfried Danneels jelenlegi mechelen-brüsszeli érsek

A belgiumi Mecheleni főegyházmegyét, vagy érsekséget 1559. május 12-én hozta létre II. Fülöp spanyol király. Az alábbi lista tartalmazza a mecheleni érsekek névsorát.
- 1561 - 1582 : Antoine Perrenot de Granvelle, 1561-től bíboros. 1564. március 13-án elhagyja Németalföldet de a címet 1583. január 24-ig megtartja.

- 1583 - 1589 : Joannes Hauchin

1589 - 1596 : betöltetlen, helyette a főesperes Henricus Cuyckius
- 1596 - 1620 : Mathias Hovius

1620 - 1621 : betöltetlen, helyette a főesperes Petrus van de Wiele 
- 1621 - 1655 : Jacobus Boonen

1655 - 1657 : betöltetlen, helyette a főesperesek Joannes Le Roy (megh. 1556) és Amatus Coriache
- 1657 - 1666 : Andreas Creusen

1666 - 1668 : betöltetlen, a főesperes Amatus Coriache
- 1668 : Joannes Wachtendonck, beavatása előtt meghalt

1668 - 1671 : betöltetlen, a főesperes Amatus Coriache
- 1671 - 1689 : Alphonsus de Berghes

1689 - 1690 : betöltetlen, a főesperes Philippus Erardus van der Noot
- 1690 - 1711 : Humbertus Wilhelmus de Precipiano

1711 - 1716 : betöltetlen, a főesperes Amatus-Ignatius Coriache 
- 1716 - 1759 : Thomas-Philippus d'Alsace et de Boussu, 1719-től bíboros

- 1759 - 1801 : Joannes-Henricus de Franckenberg, 1778-tól bíboros. 1797-ben a Belgiumot megszálló franciák száműzetésbe kényszerítik, hivatalosan csak 1801-ben mondott le.

Az 1801. július 15-i egyezmény értelmében, amelyet VII. Piusz pápa és Napóleon kötöttek, a Mecheleni főegyházmegyéhhez csatolták a felszámolt Antwerpeni egyházmegyét.
- 1802 - 1809 : Joannes-Armandus de Roquelaure

1809 - 1817 : betöltetlen

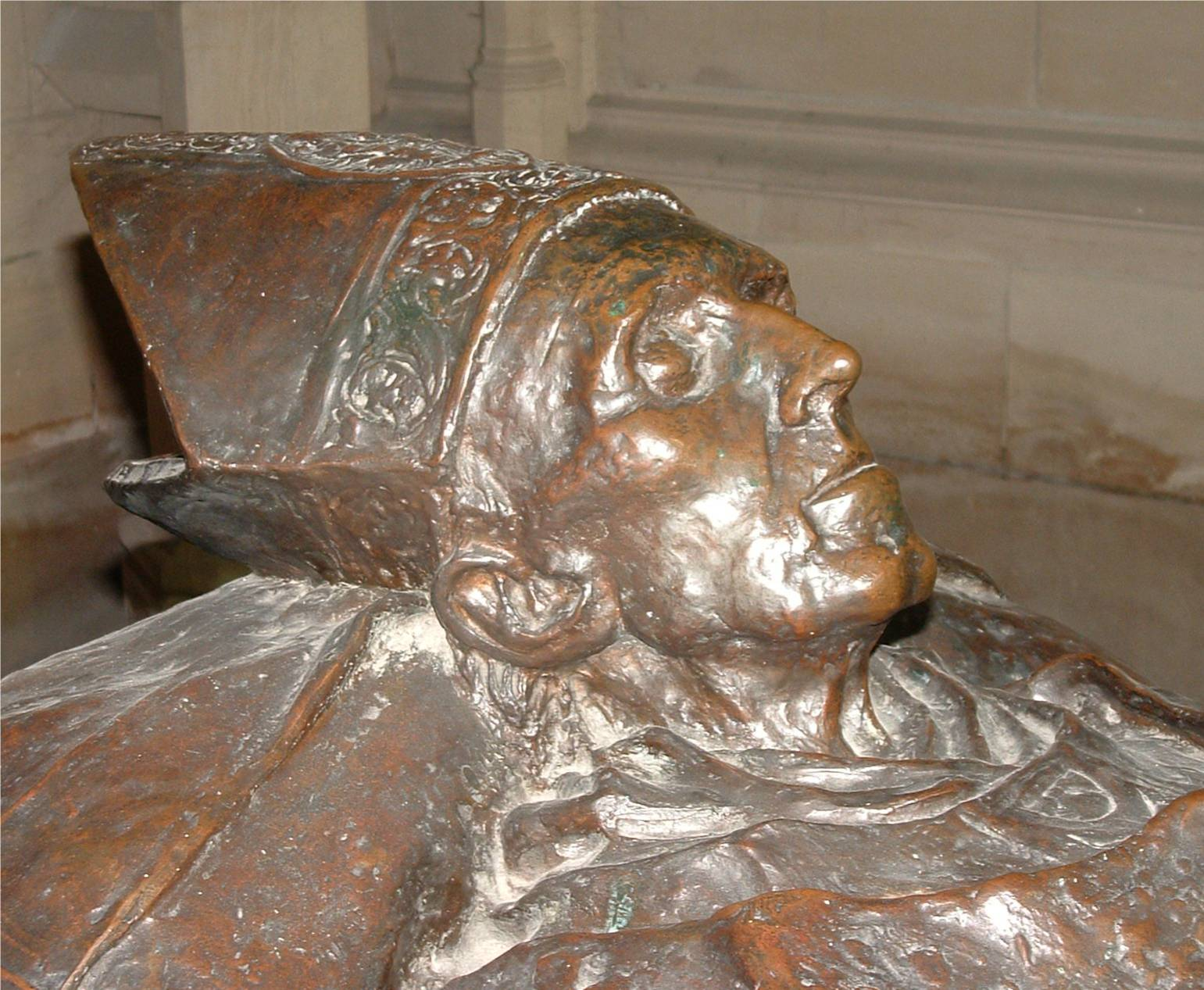
Mercier érsek síremléke a Szent Rumbold-katedrálisban

- 1817 - 1831 : Franciscus-Antonius de Méan (Franciscus Antonius van Mechelen), aki korábban a Liege-i Püspökség utolsó hercegpüspöke volt.

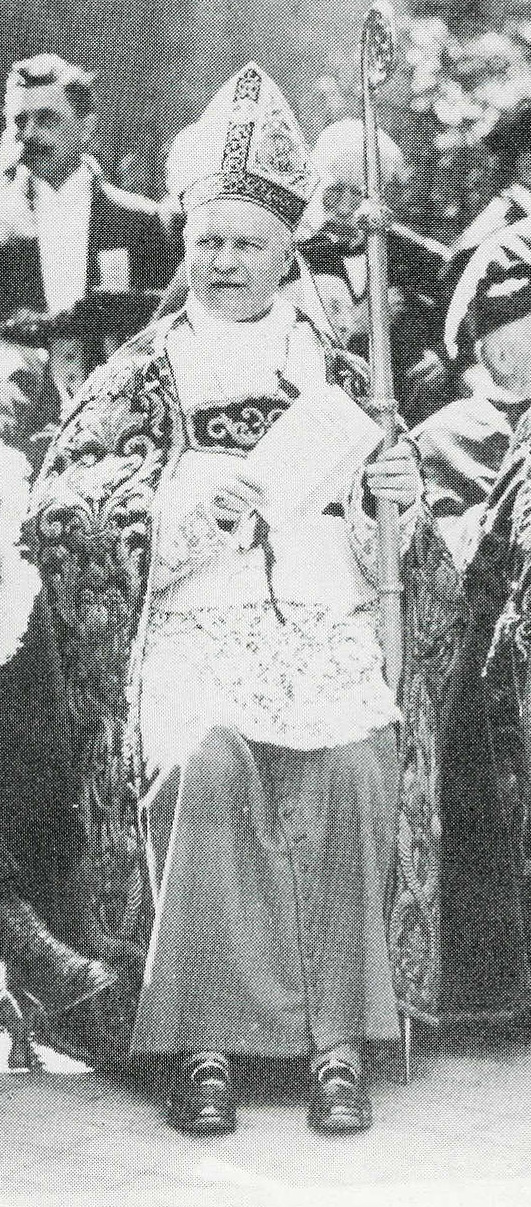
Jozef Van Roey, mecheleni érsek 1874-1961 között

- 1832 - 1867 : Engelbertus Sterckx 1838-tól bíboros

- 1867 - 1883 : Victor-Augustus Dechamps, 1875-től bíboros

- 1884 - 1906 : Petrus-Lambertus Goossens (Pierre-Lambert Goossens), 1889-től bíboros

- 1906 - 1926 : Désiré-Joseph Mercier, 1907-től bíboros

- 1926 - 1961: Jozef Ernest Van Roey, 1927-től bíboros

1961-ben az érsekségből kivált az Antwerpeni egyházmegye. Az egyházmegye nevét ekkor Mechelen-Brüsszeli főegyházmegyére változtatták, és Flamand-Brabant, Vallon-Brabant tartományokat, a Brüsszel Fővárosi Körzetet és Antwerpen tartomány nyolc közigazgatási körzetét ide csatolták (Lier and Heist-op-den-Berg körzetek kivételével, amelyek az Antwerpeni egyházmegyéhhez tartoznak.

## A Mechelen-Brüsszeli főegyházmegye érsekei
- 1961 - 1980: Leo Jozef Suenens, 1962-től bíboros
- 1979 - 2010: Godfried Danneels, 1983-tól bíboros